# Badiadji Horretowdo
Badiadji Horrétowdo, de son nom civil Baba Hamadou, est un ingénieur et écrivain camerounais. Il est l'auteur de 5 ouvrages dont 4 romans et un recueil de nouvelles. En 2020, son quatrième roman Hadja Binta, sorti en 2019, est nommé pour Le Prix les Afrique 2020.

## Biographie

### Jeunesse et débuts
Badiadji Horrétowdo est né au Cameroun dans la localité de Mayo-Darlé sous le nom civil de Baba Hamadou. Il grandit au sein d'une famille polygame musulmane. Il fait ses études primaires et secondaires au Cameroun. Après l'obtention de son baccalauréat scientifique, il obtient une bourse académique et quitte le Cameroun pour la France. Il fait ses études universitaires à l'université de Metz où il obtient un diplôme d'ingénieur. Après l'obtention de son diplôme, il retourne au Cameroun où il occupe des responsabilités dans des multinationales  pendant une dizaine d'années avant d'exercer comme consultant et enseignant d'écoles d'ingénieurs.

### Carrière
En 2006, il sort son premier roman intitulé Chronique d'une destinée sous le nom de plume de Badiadji Horrétowdo. Chronique d'une destinée est un récit autobiographique dans lequel le romancier retrace son parcours de son enfance à Mayo-Darlé à son séjour en France. Son deuxième roman Le Prince de Djenkana sort en 2010. En mars 2019, il sort son cinquième roman intitulé Hadja Binta.
Parallèlement à sa carrière d'écrivain, Baba Hamadou travaille comme consultant industriel et enseignant d'écoles d'ingénieur.
Badiadji Horrétowdo est Chevalier de l'Ordre du Mérite camerounais.

### Vie privée
Il est marié à l'écrivaine Djaïli Amadou Amal,, qu'il rencontre alors que celle-ci était en pleine promotion de son premier roman à succès Walaandé; l'art de partager un mari. D'elle, il dira qu'elle est la personnalité la plus significativement importante que sa région natale, le Nord-Cameroun, n'ait jamais su éclore. Le couple a élu résidence à Douala sur la côte littorale du pays.

## Œuvres
- Chronique d'une destinée, La société des écrivains, Paris, 2006 (ISBN 2-7480-2742-6)
- Le Prince de Djenkana, Proximité & les Classiques ivoiriens, Yaoundé, 314 p. 2010  (ISBN 2372230298)
- Echos du bercail, éditions Proximité, Yaoundé, 2013
- L'âme perdue, Yaoundé, 383 p.2013 (ISBN 9789956429813)
- Hadja Binta, editions Proximité, Yaoundé, 268 P. 2019,